# Lew Dudin
Lew Władimirowicz Dudin, ros. Лев Владимирович Дудин (ur. 31 stycznia 1910 w Wilnie, zm. 25 stycznia 1984 w Nowym Jorku) – radziecki filolog i wykładowca akademicki, propagandysta w organizacji Vineta, a następnie zastępca szefa oddziału radiowego Głównego Zarządu Propagandy Komitetu Wyzwolenia Narodów Rosji podczas II wojny światowej, działacz i publicysta emigracyjny.
W 1933 r. ukończył filologię anglo-germańską w Instytucie Języków Obcych w Kijowie. W 1934 r. został zmobilizowany do Armii Czerwonej. Pełnił funkcję starszego wykładowcy w sztabie Samodzielnej Armii Dalekowschodniej z siedzibą w Chabarowsku. Po zakończeniu służby wojskowej w 1936 r., został nauczycielem języka angielskiego w Kijowskim Instytucie Przemysłowym. Od listopada 1939 r. kierował katedrą języków obcych na uniwersytecie w Kijowie. W marcu 1941 r. otrzymał tytuł docenta. Po zajęciu Kijowa przez wojska niemieckie w poł. września tego roku, redagował kolaboracyjne pismo „Poslednije nowosti”. Następnie objął funkcję zastępcy redaktora naczelnego pisma „Nowoje ukrainskoje słowo”. W maju 1942 r. przyjechał do Berlina, gdzie otrzymał pracę w organizacji propagandowej Vineta. Pod koniec listopada 1944 r. wstąpił do Komitetu Wyzwolenia Narodów Rosji (KONR), zostając zastępcą szefa oddziału radiowego Głównego Zarządu Propagandy. Współuczestniczył w opracowaniu tekstu manifestu praskiego KONR. Po zakończeniu wojny uniknął repatriacji do ZSRR. Zmienił nazwisko na Nikołaj Gradobojew. Od sierpnia 1945 r. był tłumaczem w UNRRA. W grudniu 1947 r. objął funkcję instruktora w oddziale nauk ogólnych w szkole policyjnej w Sonthofen. Od lipca 1948 r. nauczał w szkołach okupacyjnych wojsk amerykańskich. Od 1949 r. pisał artykuły do emigracyjnego pisma rosyjskiego „Nowoje russkoje słowo” wydawanego w Nowym Jorku. W 1951 r. zamieszkał w USA. Od 1953 r. współpracował z Radiem Wolna Europa. Był autorem licznych artykułów i prac po rosyjsku i angielsku. W 1970 r. napisał książkę pt. „Wielikij miraż”, zawierającą materiały do historii Rosyjskiego Ruchu Wyzwoleńczego z lat 1941-1945.